# Gens Apustia
La gens Apustia fue una familia de plebeyos de la Antigua Roma durante el periodo de la República. El primer miembro de esta gens que obtuvo el consulado fue Lucio Apustio Fulón, en 226 a. C.

## Praenomina
Los praenomina asociados con los Apustiii incluyen Lucius, Gaius, y Publius.

## Ramas ycognomina
La única rama significativa de la gens Apustia en Roma llevaba el cognomen Fulón Era probablemente derivado de la ocupación de uno de los Apustii, un limpiador de vestidos de lana.